# 이은정 (배우)
이은정(1985년 2월 7일 ~ )은 대한민국의 배우이다.

## 생애
현재 소속사는 JYP 엔터테인먼트이다. 음악 감독 박칼린의 제자로 알려져 화제가 되었다.

## 학력
- 전주기전여자고등학교 졸업
- 이화여자대학교 생명과학과 졸업

## 출연작

### 드라마, 영화
| 연도   | 구분   | 방송사 | 제목                        | 역할             | 참고 |
| ------ | ------ | ------ | --------------------------- | ---------------- | ---- |
| 2009년 | 드라마 | KBS1   | 천추태후                    | 독연 역          |      |
| 2010년 | 드라마 | SBS    | 자이언트                    | 지나 역          |      |
| 2010년 | 영화   | ●      | 세상에서 가장 아름다운 소풍 | 어린이집 선생 역 |      |
| 2012년 | 드라마 | SBS    | 바보 엄마                   | 조선희 역        |      |
| 2012년 | 드라마 | SBS    | 그래도 당신                 | 강희진 역        |      |

### 예능, 기타
| 연도   | 구분   | 방송사 | 제목                         | 역할 | 참고 |
| ------ | ------ | ------ | ---------------------------- | ---- | ---- |
| 2010년 | 음악   | KBS    | 라이브 음악 창고 [박칼린 편] |      |      |
| 2012년 | 뮤지컬 | -      | 오디션                       |      |      |

## 수상 내역
- 제13회 슈퍼모델 준(June)상 (2004년)